# 黒部・宇奈月温泉 桃源
黒部・宇奈月温泉 桃源（くろべ・うなづきおんせん とうげん、TOGEN）は、富山県黒部市宇奈月温泉にあるホテル。旧名称は『ホテル桃源』。

## 概要
想影橋の付近にあり、黒部川を眺望することができる 。温泉はかけ流しで、泉質は単純泉である。岩風呂や御影石風呂があることが特徴。御影石の石風呂は巨大な御影石をくり抜いて作ったもので、最大で8人まで入ることができるという。

## 沿革
- 1924年（大正13年）4月[4] - 『桃原館』（ももはら館）として宇奈月温泉駅前にて創業[1][5][6]。
- 1964年（昭和39年）4月28日 - 現在地に現在の建物（鉄筋8階建、福見建築設計事務所の設計監理、長谷川工務店の工事施工、全館に冷暖房が完備）が竣工し移転[7][8]。
- 1987年（昭和62年） - 岩組みの浴場が竣工[8]。
- 2019年（平成31年 / 令和元年） - ホテルの名称を現在の『黒部・宇奈月温泉 桃源』に改名し、ロゴデザインも一新[9]。

## 主な施設
- テラス - ショーを上演していた旧シアターサンバレーの屋上に開設。ウッド調デッキと人工芝を配し、ソファセットやダイニングセットを計8箇所設けている[9]。

## アクセス
- 富山地方鉄道本線 宇奈月温泉駅から徒歩5分[2]。